# Georg Zehfuss
Johann Georg Zehfuss, bekannt als Georg Zehfuss (auch Zehfuß geschrieben) (* 10. April 1832 in Bessungen; † 5. Mai 1901 in Frankfurt am Main) war ein deutscher Mathematiker und Physiker.

## Leben
Zehfuss’ Eltern waren der Hofkammer-Registrator Johann Heinrich Zehfuss und Susanne Magdalene Noack. Am 11. Juli 1861 heiratete Zehfuss Louise Stein. Das Paar bekam zwei Kinder, Immanuel Gustav Heinrich Julius Wilhelm, geboren am 20. August 1862 in Reval (jetzt Tallinn, Estland) und Cornelia Charlotte Marie Auguste Mathilde Victoria, geboren am 16. September 1864 in Darmstadt.
Zehfuss besuchte von 1847 bis 1850 die Gewerbeschule Darmstadt, die er mit der Reifeprüfung beendete. Von 1850 bis 1853 studierte er an der Philosophischen Fakultät der Universität Gießen mit dem Abschluss des Gymnasiallehrerexamens und dem Doktorengrad. Von 1853 bis 1858 lehrte Zehfuss als provisorischer Lehrer Mathematik und Mechanik an der Gewerbeschule Darmstadt. Im Jahr 1857 wurde er an der Universität Heidelberg in Mathematik und Physik habilitiert, mit einer Arbeit, die von den Professoren Otto Hesse (1811–1874) in Mathematik und Gustav Kirchhoff (1824–1887) in Physik bewertet wurde. O. Hesse regte Zehfuss zu seinen frühen Arbeiten zur Determinantentheorie an, die Zehfuss im Jahr 1858 veröffentlichte. Die Determinantentheorie blieb eines der Hauptthemen seiner mathematischen Arbeiten.
Als Privatdozent lehrte Zehfuss seit seiner Habilitation bis 1861 an der Universität Heidelberg Arithmetik, Algebra und Geometrie, Differentialrechnung, Theorie der bestimmten Integrale, Elliptische Funktionen, Theorie der höheren Gleichungen, Analytische Geometrie der Ebenen und des Raumes, analytische Mechanik und Feldmesskunst.
Vom 26. September 1860 bis 1863 war Georg Zehfuss Oberlehrer für Mathematik und Physik an der Ritter- und Domschule zu Reval. Am 9. Januar 1863 wurde Zehfuss als Professor für Höhere Mathematik am Polytechnikum in Riga berufen.
Im Jahr 1864 ging G. Zehfuss nach Frankfurt a. M. zurück, wo er zuerst als Lehrer und später als Direktor an der 1827 gegründeten Gewerbeschule Frankfurt tätig war. Er lehrte dort unter anderem Algebraische Analyse, Trigonometrie, Theorie der höheren Gleichungen, Analytische Geometrie der Ebene, Mechanik, Differential- und Integralrechnung und Analytische Geometrie des Raumes.
Obwohl der Unterricht in Mathematik und Physik für zukünftige Ingenieure die Haupttätigkeit von Zehfuss war – sowohl an der Gewerbeschule Darmstadt, wie auch an der Domschule Reval und an der Gewerbeschule in Frankfurt am Main – hat er bis zu seinem Tode eine Reihe von Veröffentlichungen in wissenschaftlichen Zeitschriften und im Buchformat ausgearbeitet.

## Schriften (Auswahl)
- Einige Punkte über die Bestimmung der Constanten, welche bei Integration der endlichen Differenzengleichungen eingehen, Archiv der Mathematik und Physik XXVII (1856), S. 12–29.
- Abhandlung über einige mathematische Gegenstände, Inauguralschrift, Philosophische Fakultät Universität Heidelberg, Buchdruckerei Heinrich Brill Darmstadt 1857, 14 S. Bemerkung: Diese kurze Veröffentlichung behandelt vier verschiedene Themen, auf die auch als einzelne Werke verwiesen werden könnte: Über die Auflösung der Congruenz ax  b, mod ( m n p...). Über Lagrange’s Reversionsformel. Bestimmung des Integrales I= ∫_0^(+∞)▒cos⁡ax/((1+x^2)) dx . Theoretische Formel für die Maxima der Spannkräfte der Wasserdämpfe bei verschiedenen Temperaturen.
- Lehrbuch der Arithmetik, Ernst Korn, Oppenheim am Rhein 1857, 144 S.
- Ein neues mathematisches Paradoxon, Archiv der Mathematik und Physik XXX (1858) S. 229.
- Über die Auflösung der linearen endlichen Differenzengleichungen mit variablen Coefficienten, Zeitschrift für Mathematik und Physik 3 (1858), S. 175–177.
- Zur Theorie der Beugungserscheinungen des Lichtes, Archiv der Mathematik und Physik XXX (1858), S. 92–104.
- Einfache Herleitung des Gauß’schen Ausdrucks für Γ(µ), Archiv der Mathematik und Physik XXX (1858) S. 441.
- Verschiedene Sätze und Resultate, Archiv der Mathematik und Physik XXX (1858), S. 465–466. Bemerkung: Diese kurze Arbeit enthält drei verschiedene Themen, die unabhängig voneinander im Inhaltsverzeichnis der Zeitschrift Für Mathematik und Physik 4 (1859) zitiert werden, und auf die auch als einzelne Werke verwiesen werden könnte:
- Über ein bestimmtes Integral, Archiv der Mathematik und Physik XXX (1858), S. 465.
- Ein Analogon für die Taylor‘schen Reihe, Archiv der Mathematik und Physik XXX (1858), S. 466.
- Zerlegung einer Zahl in vier gerade Quadrate, Archiv der Mathematik und Physik XXX (1858), S. 466.
- Mathematische Miscellen, Zeitschrift für Mathematik und Physik 3 (1858), S. 247–249. Bemerkung: Eine kurze Arbeit die vier verschiedene Themen behandelt; sie werden manchmal einzeln zitiert, und auf die auch als einzelne Werke verwiesen werden könnte:
- Über eine in zahlentheoretischer Beziehung interessante Reihe, Zeitschrift für Mathematik und Physik 3 (1858), S. 247.
- Summirung einiger unendlichen Reihen, Zeitschrift für Mathematik und Physik 3 (1858), S. 247–248.
- Ein Satz úber Differentialgleichungen, Zeitschrift für Mathematik und Physik 3 (1858), S. 248.
- Aufgaben und Lehrsätze, Zeitschrift für Mathematik und Physik 3 (1858), S. 248–249.
- Über die Zeichen der einzelnen Glieder einer Determinanten, Zeitschrift für Mathematik und Physik 3 (1858), S. 249–250.
- Über eine gewisse Determinante, Zeitschrift für Mathematik und Physik 3 (1858) S. 298–301.
- Theorie und Anwendungen der Determinanten, mit Beziehung auf die Originalquellen, dargestellt von Dr. Richard Baltzer. In: Kritische Zeitschrift für Chemie, Physik und Mathematik (1858), S. 354–363. (Rezension)
- Über einige bestimmte Integrale, Übungsaufgaben, Zeitschrift für Mathematik und Physik 4 (1859), S. 465–469.
- Déduction simple de l’Expression Γ(x) de Gauss, Nouvelles annales de mathématiques (1859) série 1, tome 18, S. 356.
- Sur le sens géométriques de quantités imaginaires, Archiv der Mathematik und Physik XXXII (1859), S. 234–236.
- Resolutio congruentiarum primi gradus per formulas novas, Archiv der Mathematik und Physik XXXII (1859), S. 422–424. Bemerkung: Erweiterung von Teil I der Inaugural-Dissertation.
- Über confocale Ellipsoide, Zeitschrift für Mathematik und Physik 4 (1859) S. 166.
- Über die Determinante Qp = ±(a0+b0)p (a1+b1)p … (an+bn)p, Zeitschrift für Mathematik und Physik 4 (1859), S. 233–236.
- Die Grundzüge der Algebra, Korn, Oppenheim 1860, 200 S.
- Über den Cartesischen Satz bezüglich der Anzahl der positiven und negativen Wurzeln einer Gleichung, Archiv der Mathematik und Physik XXXIV (1860), S. 400–404.
- Über bestimmte Integrale, Archiv der Mathematik und Physik XXXIV (1860), S. 486–488.
- Über eine Zurückführung bestimmter Integrale zwischen den Grenzen 0 und  auf andere zwischen denselben Grenzen, Archiv der Mathematik und Physik XXXIV (1860), S. 486–488.
- Über die Festigkeit einer am Rande aufgelöhteten kreisförmigen Platte, Zeitschrift für Mathematik und Physik 5 (1860), S. 14–24.
- Über ein gewisses mathematisches Prinzip, Zeitschrift für Mathematik und Physik 5. Jahrgang (1860), S. 210–215.
- über das Rationalmachen der Nenner der Brüche, Archiv der Mathematik und Physik XXXV (1861), S. 117–118.
- Über eine mechanische Wirkung des elektrischen Funkens, Annalen der Physik und Chemie 193 (1862), S. 487–502.
- Zwei Sätze über Determinanten, Zeitschrift für Mathematik und Physik 7 (1862), S. 436–439.
- Anwendung einer besonderen Determinante, Zeitschrift für Mathematik und Physik 7 (1862), S. 439–445.
- Einfache Ableitung zweier bestimmten Integrale, Zeitschrift für Mathematik und Physik 7 (1862), S. 445–447. Bemerkung: Erweiterung von Teil III der Inaugural-Dissertation.
- Über gleichzeitige Dilatationen eines isotropen Körpers nach verschieden Richtungen, Zeitschrift für Mathematik und Physik 8 (1863 ) S. 127–133.
- Beiträge zur Theorie der statischen Elektrizität, Programm der Höheren Gewerbschule zu Frankfurt a. M. (1865), 40 S.
- Über eine Erweiterung des Begriffes der Determinanten. Hermann’sche Buchhandlung, Frankfurt a. M. (1868), 8 S.
- Exposé des principes élémentaires de la théorie des déterminants à l’usage des élèves de mathématiques spéciales, Nouvelles annales de mathématiques (1868) Tome 7, S. 403–413 und Nouvelles annales de mathématiques (1869) Tome 8, S. 97–113.
- Die kosmische Bedeutung der Aerolithen, namentlich gegenüber der Sonne, den Eiszeiten und dem Magnetismus der Himmelskörper, Programm der Höheren Gewerbeschule zu Frankfurt a. M. (1869) S. 3–15.
- Die Pneumatische Canalisation beleuchtet mit Rücksicht auf Gesundheitspflege, Land- und Volkswirthschaft. I. Abtheilung, F. Boselli’sche Buchhandlung, Frankfurt a. M. 1869.
- Das Wichtigste über Theorie und Resultate der Spektralanalyse, Programm der höheren Gewerbeschule zu Frankfurt a. M. (1870).
- Über eine bei Himmelskörpern stattfindenden Zusammenhang zwischen Durchmesser und Masse, Programm der höheren Gewerbeschule zu Frankfurt a. M. (1871).
- Über Masse und Abplattung der Himmelskörper, Frankfurt a. M. 1871, 18 S.
- Physikalische Theorie des Nordlichtes, Jaeger‘sche Buch-, Papier- und Landkarten-Sammlung, Adelmann Frankfurt a. M. (1872), 40 S. Zu dem Osterprogramm der Schulen der Polytechnischen Gesellschaft gehörig. Direktor der höheren Gewerbeschule Frankfurt a. M. dasselbe Thema.
- Über Bewegungsnachbilder, Annalen der Physik und Chemie Band 245 (1880), S. 672–676.